# 잠실학생체육관
잠실학생체육관(蠶室學生體育館)은 서울종합운동장 내에 있는 실내 경기장으로, 서울특별시교육청에서 운영하고 있다. 1976년 11월 30일 체육관 건물을 준공하고 1977년 4월 20일 개관하였으며, 7117석의 좌석이 설치되어 있다. 농구·복싱 등 실내 스포츠 경기장으로 사용되며, 각종 공연 행사가 개최되기도 한다. 1986년 아시안 게임 복싱, 1988년 하계 올림픽 복싱, 1988년 하계 패럴림픽 휠체어 농구 경기장으로 사용되었다. 그리고 2012년 4월에 SK플래닛 스타크래프트 프로리그 시즌 1 결승전이 열렸고 같은 해 8월 4일에는 스타크래프트: 브루드워로 치러진 마지막 스타리그인 Tving 스타리그 2012 결승전, 리그 오브 레전드 챔피언스 코리아 2017 서머 시즌 결승전이 개최되는 등 e스포츠와도 인연이 깊다. 2013년 8월 15일부터 8월 22일까지 2013 프로-아마농구 최강전과 2015년 8월 15일부터 8월 22일까지 2015 프로-아마농구 최강전을 개최했다.

## 홈 구단
- 서울 SK 나이츠 (2004년~현재)